# Colibri à queue singulière
Doricha enicura
Espèce
Statut de conservation UICN

 LC  : Préoccupation mineure
Statut CITES
Le colibri à queue singulière ou colibri à fine queue  (Doricha enicura) est une espèce de colibris de la sous-famille des Trochilinae et de la tribu des Mellisugini.

## Distribution
Le Colibri à queue singulière est présent dans le Sud du Mexique, au Guatemala, au Salvador et au Honduras.

Carte de répartition de l'espèce